# ماسانوری کیزاوا
ماسانوری کیزاوا (انگلیسی: Masanori Kizawa؛ زادهٔ ۲ ژوئن ۱۹۶۹) بازیکن فوتبال اهل ژاپن است.
از باشگاه‌هایی که در آن بازی کرده‌است می‌توان به باشگاه فوتبال سرزو اوساکا، باشگاه فوتبال جف یونایتد ایچیهارا چیبا، و باشگاه فوتبال آلبیرکس نیگاتا اشاره کرد.